# Formule 1 v roce 1965
XVI. Mistrovství světa jezdců a 8. ročník poháru konstruktérů zahájila 1. ledna Grand Prix JAR a po 10 závodech 24. října při Grand Prix Mexika byl znám nový mistr světa. Mistrem světa pro rok 1965 se stal Jim Clark a v Poháru konstruktérů zvítězil Lotus.

## Pohled na sezónu
Clarkův druhý titul zahrnoval šest vítězství, přerušené pouze nepostoupením na startu v Monaku, když byl pryč a vyhrával závod Indianapolis 500. Jackie Stewart skončil třetí v mistrovství ve své debutové sezóně a Richie Ginther vyhrál svůj jediný, a zároveň první Grand Prix pro tým Honda, v posledním závodě s 1,5litrovou formulí.

## Týmy a jezdci
| Tým                                                   | Konstruktér             | Šasi     | Motor                                   | Pneumatiky | Jezdec              | Závody          |
| ----------------------------------------------------- | ----------------------- | -------- | --------------------------------------- | ---------- | ------------------- | --------------- |
| Scuderia Ferrari SpA SEFAC North American Racing Team | Ferrari                 | 158 1512 | Ferrari 205B 1.5 V8 Ferrari 207 1.5 F12 | Dunlop     | John Surtees        | 1–8             |
| Scuderia Ferrari SpA SEFAC North American Racing Team | Ferrari                 | 158 1512 | Ferrari 205B 1.5 V8 Ferrari 207 1.5 F12 | Dunlop     | Lorenzo Bandini     | All             |
| Scuderia Ferrari SpA SEFAC North American Racing Team | Ferrari                 | 158 1512 | Ferrari 205B 1.5 V8 Ferrari 207 1.5 F12 | Dunlop     | Nino Vaccarella     | 8               |
| Scuderia Ferrari SpA SEFAC North American Racing Team | Ferrari                 | 158 1512 | Ferrari 205B 1.5 V8 Ferrari 207 1.5 F12 | Dunlop     | Pedro Rodríguez     | 9–10            |
| Scuderia Ferrari SpA SEFAC North American Racing Team | Ferrari                 | 158 1512 | Ferrari 205B 1.5 V8 Ferrari 207 1.5 F12 | Dunlop     | Bob Bondurant       | 9               |
| Scuderia Ferrari SpA SEFAC North American Racing Team | Ferrari                 | 158 1512 | Ferrari 205B 1.5 V8 Ferrari 207 1.5 F12 | Dunlop     | Ludovico Scarfiotti | 10              |
| Owen Racing Organisation                              | BRM                     | P261     | BRM P56 1.5 V8                          | Dunlop     | Graham Hill         | All             |
| Owen Racing Organisation                              | BRM                     | P261     | BRM P56 1.5 V8                          | Dunlop     | Jackie Stewart      | All             |
| Team Lotus                                            | Lotus-Climax            | 33 25    | Climax FWMV 1.5 V8                      | Dunlop     | Jim Clark           | 1, 3–10         |
| Team Lotus                                            | Lotus-Climax            | 33 25    | Climax FWMV 1.5 V8                      | Dunlop     | Mike Spence         | 1, 3–10         |
| Team Lotus                                            | Lotus-Climax            | 33 25    | Climax FWMV 1.5 V8                      | Dunlop     | Gerhard Mitter      | 7               |
| Team Lotus                                            | Lotus-Climax            | 33 25    | Climax FWMV 1.5 V8                      | Dunlop     | Geki                | 8               |
| Team Lotus                                            | Lotus-Climax            | 33 25    | Climax FWMV 1.5 V8                      | Dunlop     | Moisés Solana       | 9–10            |
| Brabham Racing Organisation                           | Brabham-Climax          | BT7 BT11 | Climax FWMV 1.5 V8                      | Goodyear   | Jack Brabham        | 1–3, 5, 7, 9–10 |
| Brabham Racing Organisation                           | Brabham-Climax          | BT7 BT11 | Climax FWMV 1.5 V8                      | Goodyear   | Dan Gurney          | 1, 3–10         |
| Brabham Racing Organisation                           | Brabham-Climax          | BT7 BT11 | Climax FWMV 1.5 V8                      | Goodyear   | Denny Hulme         | 2, 4–8          |
| Brabham Racing Organisation                           | Brabham-Climax          | BT7 BT11 | Climax FWMV 1.5 V8                      | Goodyear   | Giancarlo Baghetti  | 8               |
| Cooper Car Company                                    | Cooper-Climax           | T77 T73  | Climax FWMV 1.5 V8                      | Dunlop     | Bruce McLaren       | All             |
| Cooper Car Company                                    | Cooper-Climax           | T77 T73  | Climax FWMV 1.5 V8                      | Dunlop     | Jochen Rindt        | All             |
| R.R.C. Walker Racing Team                             | Brabham-Climax          | BT7      | Climax FWMV 1.5 V8                      | Dunlop     | Jo Bonnier          | All             |
| R.R.C. Walker Racing Team                             | Brabham-BRM             | BT11     | BRM P56 1.5 V8                          | Dunlop     | Jo Siffert          | All             |
| DW Racing Enterprises                                 | Brabham-Climax          | BT11     | Climax FWMV 1.5 V8                      | Dunlop     | Bob Anderson        | 1–7             |
| DW Racing Enterprises                                 | Lotus-Climax            | 33       | Climax FWMV 1.5 V8                      | Dunlop     | Paul Hawkins        | 2, 7            |
| Reg Parnell Racing                                    | Lotus-BRM               | 25 33    | BRM P56 1.5 V8                          | Dunlop     | Tony Maggs          | 1               |
| Reg Parnell Racing                                    | Lotus-BRM               | 25 33    | BRM P56 1.5 V8                          | Dunlop     | Richard Attwood     | 2–3, 5–10       |
| Reg Parnell Racing                                    | Lotus-BRM               | 25 33    | BRM P56 1.5 V8                          | Dunlop     | Mike Hailwood       | 2               |
| Reg Parnell Racing                                    | Lotus-BRM               | 25 33    | BRM P56 1.5 V8                          | Dunlop     | Innes Ireland       | 3–6, 8–10       |
| Reg Parnell Racing                                    | Lotus-BRM               | 25 33    | BRM P56 1.5 V8                          | Dunlop     | Chris Amon          | 4, 7            |
| Reg Parnell Racing                                    | Lotus-BRM               | 25 33    | BRM P56 1.5 V8                          | Dunlop     | Bob Bondurant       | 10              |
| John Willment Automobiles                             | Brabham-BRM             | BT11     | BRM P56 1.5 V8                          | Dunlop     | Frank Gardner       | 1–3, 5–8        |
| John Willment Automobiles                             | Brabham-Ford            | BT10     | Ford 109E 1.5 L4                        | Dunlop     | Paul Hawkins        | 1               |
| John Love                                             | Cooper-Climax           | T55      | Climax FPF 1.5 L4                       | Dunlop     | John Love           | 1               |
| David Prophet                                         | Brabham-Ford            | BT10     | Ford 109E 1.5 L4                        | Dunlop     | David Prophet       | 1               |
| Otelle Nucci                                          | Alfa Special-Alfa Romeo | Special  | Alfa Romeo Giulietta 1.5 L4             | Dunlop     | Peter de Klerk      | 1               |
| Otelle Nucci                                          | LDS-Climax              | Mk 2     | Climax FPF 1.5 L4                       | Dunlop     | Doug Serrurier      | 1               |
| Lawson Organisation                                   | Lotus-Climax            | 21       | Climax FPF 1.5 L4                       | Dunlop     | Ernie Pieterse      | 1               |
| Scuderia Scribante                                    | Lotus-Climax            | 21       | Climax FPF 1.5 L4                       | Dunlop     | Neville Lederle     | 1               |
| Clive Puzey Motors                                    | Lotus-Climax            | 18/21    | Climax FPF 1.5 L4                       | Dunlop     | Clive Puzey         | 1               |
| Sam Tingle                                            | LDS-Alfa Romeo          | Mk 1     | Alfa Romeo Giulietta 1.5 L4             | Dunlop     | Sam Tingle          | 1               |
| Ted Lanfear                                           | Lotus-Ford              | 22       | Ford 109E 1.5 L4                        | Dunlop     | Brausch Niemann     | 1               |
| Trevor Blokdyk                                        | Cooper-Ford             | T59      | Ford 109E 1.5 L4                        | Dunlop     | Trevor Blokdyk      | 1               |
| Jackie Pretorius                                      | LDS-Alfa Romeo          | Mk 1     | Alfa Romeo Giulietta 1.5 L4             | Dunlop     | Jackie Pretorius    | 1               |
| Ecurie Tomahawk                                       | Lotus-Ford              | 20       | Ford 109E 1.5 L4                        | Dunlop     | Dave Charlton       | 1               |
| Honda R & D Company                                   | Honda                   | RA272    | Honda RA272E 1.5 V12                    | Goodyear   | Ronnie Bucknum      | 2–4, 8–10       |
| Honda R & D Company                                   | Honda                   | RA272    | Honda RA272E 1.5 V12                    | Goodyear   | Richie Ginther      | 2–6, 8–10       |
| Scuderia Centro Sud                                   | BRM                     | P57      | BRM P56 1.5 V8                          | Dunlop     | Lucien Bianchi      | 3               |
| Scuderia Centro Sud                                   | BRM                     | P57      | BRM P56 1.5 V8                          | Dunlop     | Willy Mairesse      | 3               |
| Scuderia Centro Sud                                   | BRM                     | P57      | BRM P56 1.5 V8                          | Dunlop     | Masten Gregory      | 3, 5, 7–8       |
| Scuderia Centro Sud                                   | BRM                     | P57      | BRM P56 1.5 V8                          | Dunlop     | Roberto Bussinello  | 7–8             |
| Scuderia Centro Sud                                   | BRM                     | P57      | BRM P56 1.5 V8                          | Dunlop     | Giorgio Bassi       | 8               |
| Bob Gerard Racing                                     | Cooper-Climax           | T60      | Climax FWMV 1.5 V8                      | Dunlop     | John Rhodes         | 5               |
| Bob Gerard Racing                                     | Cooper-Ford             | T71/73   | Ford 109E 1.5 L4                        | Dunlop     | Alan Rollinson      | 5               |
| Ian Raby Racing                                       | Brabham-BRM             | BT3      | BRM P56 1.5 V8                          | Dunlop     | Ian Raby            | 5, 7            |
| Ian Raby Racing                                       | Brabham-BRM             | BT3      | BRM P56 1.5 V8                          | Dunlop     | Chris Amon          | 5               |
| Brian Gubby                                           | Lotus-Climax            | 24       | Climax FWMV 1.5 V8                      | Dunlop     | Brian Gubby         | 5               |

## Závody započítávané do MS
| Datum              | Grand Prix                                   | Náhled | Akce        | Jezdec              | Vůz             | Stav MS     |
| ------------------ | -------------------------------------------- | ------ | ----------- | ------------------- | --------------- | ----------- |
| 1. GP 1. leden     | Jihoafrická republika East London (Výsledky) |        | Závod       | Jim Clark           | Lotus-Climax 33 | Jim Clark   |
| 1. GP 1. leden     | Jihoafrická republika East London (Výsledky) | Kolo   | Jim Clark   | Lotus-Climax 33     |                 | Jim Clark   |
| 1. GP 1. leden     | Jihoafrická republika East London (Výsledky) | Pole   | Jim Clark   | Lotus-Climax 33     |                 | Jim Clark   |
| 2. GP 30. května   | Monako Circuit de Monaco (Výsledky)          |        | Závod       | Graham Hill         | BRM P261        | Graham Hill |
| 2. GP 30. května   | Monako Circuit de Monaco (Výsledky)          | Kolo   | Graham Hill | BRM P261            |                 | Graham Hill |
| 2. GP 30. května   | Monako Circuit de Monaco (Výsledky)          | Pole   | Graham Hill | BRM P261            |                 | Graham Hill |
| 3. GP 13. červen   | Belgie Spa-Francorchamps (Výsledky)          |        | Závod       | Jim Clark           | Lotus-Climax 33 | Jim Clark   |
| 3. GP 13. červen   | Belgie Spa-Francorchamps (Výsledky)          | Kolo   | Jim Clark   | Lotus-Climax 33     |                 | Jim Clark   |
| 3. GP 13. červen   | Belgie Spa-Francorchamps (Výsledky)          | Pole   | Graham Hill | BRM P261            |                 | Jim Clark   |
| 4. GP 27. červen   | Francie Circuit de Charade (Výsledky)        |        | Závod       | Jim Clark           | Lotus-Climax 33 | Jim Clark   |
| 4. GP 27. červen   | Francie Circuit de Charade (Výsledky)        | Kolo   | Jim Clark   | Lotus-Climax 33     |                 | Jim Clark   |
| 4. GP 27. červen   | Francie Circuit de Charade (Výsledky)        | Pole   | Jim Clark   | Lotus-Climax 33     |                 | Jim Clark   |
| 5. GP 10. červenec | Velká Británie Silverstone (Výsledky)        |        | Závod       | Jim Clark           | Lotus-Climax 33 | Jim Clark   |
| 5. GP 10. červenec | Velká Británie Silverstone (Výsledky)        | Kolo   | Graham Hill | BRM P261            |                 | Jim Clark   |
| 5. GP 10. červenec | Velká Británie Silverstone (Výsledky)        | Pole   | Jim Clark   | Lotus-Climax 33     |                 | Jim Clark   |
| 6. GP 18. červenec | Nizozemsko Zandvoort (Výsledky)              |        | Závod       | Jim Clark           | Lotus-Climax 33 | Jim Clark   |
| 6. GP 18. červenec | Nizozemsko Zandvoort (Výsledky)              | Kolo   | Jim Clark   | Lotus-Climax 33     |                 | Jim Clark   |
| 6. GP 18. červenec | Nizozemsko Zandvoort (Výsledky)              | Pole   | Graham Hill | BRM P261            |                 | Jim Clark   |
| 7. GP 1. srpen     | Německo Nürburgring (Výsledky)               |        | Závod       | Jim Clark           | Lotus-Climax 33 | Jim Clark   |
| 7. GP 1. srpen     | Německo Nürburgring (Výsledky)               | Kolo   | Jim Clark   | Lotus-Climax 33     |                 | Jim Clark   |
| 7. GP 1. srpen     | Německo Nürburgring (Výsledky)               | Pole   | Jim Clark   | Lotus-Climax 33     |                 | Jim Clark   |
| 8. GP 12. září     | Itálie Monza (Výsledky)                      |        | Závod       | Jackie Stewart      | BRM P261        | Jim Clark   |
| 8. GP 12. září     | Itálie Monza (Výsledky)                      | Kolo   | Jim Clark   | Lotus-Climax 33     |                 | Jim Clark   |
| 8. GP 12. září     | Itálie Monza (Výsledky)                      | Pole   | Jim Clark   | Lotus-Climax 33     |                 | Jim Clark   |
| 9. GP 3. říjen     | USA Watkins Glen (Výsledky)                  |        | Závod       | Graham Hill         | BRM P261        | Jim Clark   |
| 9. GP 3. říjen     | USA Watkins Glen (Výsledky)                  | Kolo   | Graham Hill | BRM P261            |                 | Jim Clark   |
| 9. GP 3. říjen     | USA Watkins Glen (Výsledky)                  | Pole   | Graham Hill | BRM P261            |                 | Jim Clark   |
| 10. GP 24. říjen   | Mexiko Hermanos Rodríguez (Výsledky)         |        | Závod       | Richie Ginther      | Honda RA272     | Jim Clark   |
| 10. GP 24. říjen   | Mexiko Hermanos Rodríguez (Výsledky)         | Kolo   | Dan Gurney  | Brabham-Climax BT11 |                 | Jim Clark   |
| 10. GP 24. říjen   | Mexiko Hermanos Rodríguez (Výsledky)         | Pole   | Jim Clark   | Lotus-Climax 33     |                 | Jim Clark   |

## Závody nezapočítávané do MS
- Zeleně – Tasmánský pohár
- Oranžová – Mistrovství Jihoafrické Republiky

| Datum        | Grand Prix               | Okruh            | Vítěz          | Vůz          | Výsledky |
| ------------ | ------------------------ | ---------------- | -------------- | ------------ | -------- |
| 9. leden     | Cape South Easter Trophy | Killarney        | Paul Hawkins   | Brabham BT10 | Výsledky |
| 9. leden     | Nový Zéland              | Pukekohe         | Graham Hill    | Brabham BT11 | Výsledky |
| 16. leden    | Vic Hudson Memorial Race | Levin            | Jim Clark      | Lotus 32     | Výsledky |
| 23. leden    | Lady Wigram Trophy Race  | Wigram           | Jim Clark      | Lotus 32     | Výsledky |
| 30. leden    | Teretonga International  | Teretonga        | Jim Clark      | Lotus 32     | Výsledky |
| 14. únor     | Grand Prix Sydney        | Warwick Farm     | Jim Clark      | Lotus 32     | Výsledky |
| 21. únor     | Sandown Park 100         | Sandown Park     | Jack Brabham   | Brabham BT11 | Výsledky |
| 1. březen    | Austrálie                | Sandown Park     | Bruce McLaren  | Cooper T79   | Výsledky |
| 6. březen    | Rand Autumn Trophy       | Kyalami          | John Love      | Cooper T55   | Výsledky |
| 13. březen   | Race of Champions        | Brands Hatch     | Mike Spence    | Lotus 33     | Výsledky |
| 4. duben     | Syrakusy                 | Syrakusy         | Jim Clark      | Lotus 33     | Výsledky |
| 19. duben    | Coronation 100           | Roy Hesketh      | John Love      | Cooper T55   | Výsledky |
| 19. duben    | Sunday Mirror Trophy     | Goodwood         | Jim Clark      | Lotus 33     | Výsledky |
| 2. květen    | BRDC                     | Silverstone      | Jackie Stewart | BRM P261     | Výsledky |
| 23. květen   | Bulawayo 100             | Kumalo           | John Love      | Cooper T55   | Výsledky |
| 5. červen    | Republic Day Trophy      | Kyalami          | John Love      | Cooper T55   | Výsledky |
| 20. červen   | Natal Winter Trophy      | Roy Hesketh      | John Love      | Cooper T55   | Výsledky |
| 27. červen   | Grand Prix Salisbury     | Kumalo           | John Love      | Cooper T55   | Výsledky |
| 12. červenec | Border 100               | East London      | John Love      | Cooper T55   | Výsledky |
| 25. červenec | Governor General Cup     | Lourenço Marques | John Love      | Cooper T55   | Výsledky |
| 7. srpen     | Rand Winter Trophy       | Kyalami          | John Love      | Cooper T55   | Výsledky |
| 15. srpen    | Grand Prix Středomoří    | Enna Pergusa     | Jo Siffert     | Brabham BT11 | Výsledky |
| 22. srpen    | Pat Fairfield Trophy     | Roy Hesketh      | John Love      | Cooper T55   | Výsledky |
| 4. září      | Van Riebeeck Trophy      | Killarney        | John Love      | Cooper T55   | Výsledky |
| 2. říjen     | Rand Spring Trophy       | Kyalami          | John Love      | Cooper T55   | Výsledky |
| 28. listopad | Grand Prix Rhodesie      | Kumalo           | John Love      | Cooper T55   | Výsledky |
| 4. prosinec  | Grand Prix Rand          | Kyalami          | Jack Brabham   | Brabham BT11 | Výsledky |

## Konečné hodnocení Mistrovství světa

### Pohár jezdců
| Poř | Jezdci              | JAR  | MON | BEL | FRA | GBR | NED | GER | ITA | USA | MEX | Body    |
| --- | ------------------- | ---- | --- | --- | --- | --- | --- | --- | --- | --- | --- | ------- |
| 1   | Jim Clark           | 1    |     | 1   | 1   | 1   | 1   | 1   | 10  | Ret | Ret | 54      |
| 2   | Graham Hill         | 3    | 1   | (5) | (5) | 2   | (4) | 2   | 2   | 1   | Ret | 40 (47) |
| 3   | Jackie Stewart      | (6)  | 3   | 2   | 2   | 5   | 2   | Ret | 1   | Ret | Ret | 33 (34) |
| 4   | Dan Gurney          | Ret  |     | 10  | Ret | 6   | 3   | 3   | 3   | 2   | 2   | 25      |
| 5   | John Surtees        | 2    | 4   | Ret | 3   | 3   | 7   | Ret | Ret |     |     | 17      |
| 6   | Lorenzo Bandini     | 15   | 2   | 9   | 8   | Ret | 9   | 6   | 4   | 4   | 8   | 13      |
| 7   | Richie Ginther      |      | Ret | 6   | Ret | Ret | 6   |     | 14  | 7   | 1   | 11      |
| 8   | Mike Spence         | 4    |     | 7   | 7   | 4   | 8   | Ret | 11  | Ret | 3   | 10      |
| =   | Bruce McLaren       | 5    | 5   | 3   | Ret | 10  | Ret | Ret | 5   | Ret | Ret | 10      |
| 10  | Jack Brabham        | 8    | Ret | 4   |     | DNS |     | 5   |     | 3   | Ret | 9       |
| 11  | Denny Hulme         |      | 8   |     | 4   | Ret | 5   | Ret | Ret |     |     | 5       |
| =   | Jo Siffert          | 7    | 6   | 8   | 6   | 9   | 13  | Ret | Ret | 11  | 4   | 5       |
| 13  | Jochen Rindt        | Ret  | DNQ | 11  | Ret | 14  | Ret | 4   | 8   | 6   | Ret | 4       |
| 14  | Pedro Rodríguez     |      |     |     |     |     |     |     |     | 5   | 7   | 2       |
| =   | Ronnie Bucknum      |      | Ret | Ret | Ret |     |     |     | Ret | 13  | 5   | 2       |
| =   | Richard Attwood     |      | Ret | 14  |     | 13  | 12  | Ret | 6   | 10  | 6   | 2       |
| —   | Jo Bonnier          | Ret  | 7   | Ret | Ret | 7   | Ret | 7   | 7   | 8   | Ret | 0       |
| —   | Frank Gardner       | 12   | Ret | Ret |     | 8   | 11  | Ret | Ret |     |     | 0       |
| —   | Masten Gregory      |      |     | Ret |     | 12  |     | 8   | Ret |     |     | 0       |
| —   | Bob Anderson        | NC   | 9   | DNS | 9   | Ret | Ret | DNS |     |     |     | 0       |
| —   | Innes Ireland       |      |     | 13  | Ret | Ret | 10  |     | 9   | Ret | DNS | 0       |
| —   | Paul Hawkins        | 9    | 10  |     |     |     |     | Ret |     |     |     | 0       |
| —   | Bob Bondurant       |      |     |     |     |     |     |     |     | 9   | Ret | 0       |
| —   | Peter de Klerk      | 10   |     |     |     |     |     |     |     |     |     | 0       |
| —   | Tony Maggs          | 11   |     |     |     |     |     |     |     |     |     | 0       |
| —   | Ian Raby            |      |     |     |     | 11  |     | DNQ |     |     |     | 0       |
| —   | Moisés Solana       |      |     |     |     |     |     |     |     | 12  | Ret | 0       |
| —   | Lucien Bianchi      |      |     | 12  |     |     |     |     |     |     |     | 0       |
| —   | Nino Vaccarella     |      |     |     |     |     |     |     | 12  |     |     | 0       |
| —   | Sam Tingle          | 13   |     |     |     |     |     |     |     |     |     | 0       |
| —   | Roberto Bussinello  |      |     |     |     |     |     | DNQ | 13  |     |     | 0       |
| —   | David Prophet       | 14   |     |     |     |     |     |     |     |     |     | 0       |
| —   | Chris Amon          |      |     |     | Ret | DNS |     | Ret |     |     |     | 0       |
| —   | John Love           | Ret  |     |     |     |     |     |     |     |     |     | 0       |
| —   | Mike Hailwood       |      | Ret |     |     |     |     |     |     |     |     | 0       |
| —   | John Rhodes         |      |     |     |     | Ret |     |     |     |     |     | 0       |
| —   | Gerhard Mitter      |      |     |     |     |     |     | Ret |     |     |     | 0       |
| —   | Giancarlo Baghetti  |      |     |     |     |     |     |     | Ret |     |     | 0       |
| —   | Geki                |      |     |     |     |     |     |     | Ret |     |     | 0       |
| —   | Giorgio Bassi       |      |     |     |     |     |     |     | Ret |     |     | 0       |
| —   | Willy Mairesse      |      |     | DNS |     |     |     |     |     |     |     | 0       |
| —   | Alan Rollinson      |      |     |     |     | DNS |     |     |     |     |     | 0       |
| —   | Ludovico Scarfiotti |      |     |     |     |     |     |     |     |     | DNS | 0       |
| —   | Trevor Blokdyk      | DNQ  |     |     |     |     |     |     |     |     |     | 0       |
| —   | Doug Serrurier      | DNQ  |     |     |     |     |     |     |     |     |     | 0       |
| —   | Neville Lederle     | DNQ  |     |     |     |     |     |     |     |     |     | 0       |
| —   | Brausch Niemann     | DNQ  |     |     |     |     |     |     |     |     |     | 0       |
| —   | Ernie Pieterse      | DNQ  |     |     |     |     |     |     |     |     |     | 0       |
| —   | Brian Gubby         |      |     |     |     | DNQ |     |     |     |     |     | 0       |
| —   | Jackie Pretorius    | DNPQ |     |     |     |     |     |     |     |     |     | 0       |
| —   | Clive Puzey         | DNPQ |     |     |     |     |     |     |     |     |     | 0       |
| —   | Dave Charlton       | DNPQ |     |     |     |     |     |     |     |     |     | 0       |
| Poř | Jezdci              | JAR  | MON | BEL | FRA | GBR | NED | GER | ITA | USA | MEX | Body    |

| Legenda k tabulce | Legenda k tabulce                                                                       |
| Barva             | Výsledek                                                                                |
| ----------------- | --------------------------------------------------------------------------------------- |
| Zlatá             | Vítěz                                                                                   |
| Stříbrná          | 2. místo                                                                                |
| Bronzová          | 3. místo                                                                                |
| Zelená            | Bodované umístění                                                                       |
| Modrá             | Nebodované umístění                                                                     |
| Modrá             | Dokončil neklasifikován (NC)                                                            |
| Fialová           | Odstoupil (Ret)                                                                         |
| Červená           | Nekvalifikoval se (DNQ)                                                                 |
| Červená           | Nepředkvalifikoval se (DNPQ)                                                            |
| Černá             | Diskvalifikován (DSQ)                                                                   |
| Bílá              | Nestartoval (DNS)                                                                       |
| Bílá              | Závod zrušen (C)                                                                        |
| Světle modrá      | Pouze trénoval (PO)                                                                     |
| Světle modrá      | Páteční testovací jezdec (TD)                                                           |
| Bez barvy         | Netrénoval (DNP)                                                                        |
| Bez barvy         | Vyřazen (EX)                                                                            |
| Bez barvy         | Nepřijel (DNA)                                                                          |
| Bez barvy         | Odvolal účast (WD)                                                                      |
| Bez barvy         | Nezúčastnil se (prázdné)                                                                |
| Označení          | Význam                                                                                  |
| Tučnost           | Pole position                                                                           |
| Kurzíva           | Nejrychlejší kolo                                                                       |
| †                 | Jezdec nedojel do cíle, ale byl klasifikován, protože odjel více než 90 % délky závodu. |
| ‡                 | Byl udělován poloviční počet bodů, protože bylo odjeto méně než 75 % délky závodu.      |
| Horní index       | Umístění bodujících jezdců ve sprintu                                                   |

### Pohár konstruktérů
| Poř | Konstruktéři   | JAR | MON | BEL | FRA | GBR | NED | GER | ITA | USA | MEX | Body    |
| --- | -------------- | --- | --- | --- | --- | --- | --- | --- | --- | --- | --- | ------- |
| 1   | Lotus-Climax   | 1   | 10  | 1   | 1   | 1   | 1   | 1   | 10  | 12  | (3) | 54 (58) |
| 2   | BRM            | (3) | 1   | 2   | 2   | 2   | (2) | (2) | 1   | 1   | Ret | 45 (61) |
| 3   | Brabham-Climax | 8   | 7   | 4   | (4) | (6) | 3   | 3   | 3   | 2   | 2   | 27 (31) |
| 4   | Ferrari        | 2   | 2   | 9   | 3   | 3   | 7   | (6) | 4   | 4   | 7   | 26 (27) |
| 5   | Cooper-Climax  | 5   | 5   | 3   | Ret | 10  | Ret | 4   | 5   | 6   | Ret | 14      |
| 6   | Honda          |     | Ret | 6   | Ret | Ret | 6   |     | 14  | 7   | 1   | 11      |
| 7   | Brabham-BRM    | 7   | 6   | 8   | 6   | 8   | 11  | Ret | Ret | 11  | 4   | 5       |
| 8   | Lotus-BRM      | 11  | Ret | 13  | Ret | 13  | 10  | Ret | 6   | 10  | 6   | 2       |
| —   | Brabham-Ford   | 9   |     |     |     |     |     |     |     |     |     | 0       |
| —   | Alfa Romeo     | 10  |     |     |     |     |     |     |     |     |     | 0       |
| —   | LDS-Alfa Romeo | 13  |     |     |     |     |     |     |     |     |     | 0       |
| —   | Cooper-Ford    | DNQ |     |     |     | DNS |     |     |     |     |     | 0       |
| —   | LDS-Climax     | DNQ |     |     |     |     |     |     |     |     |     | 0       |
| —   | Lotus-Ford     | DNQ |     |     |     |     |     |     |     |     |     | 0       |
| Poř | Konstruktéři   | JAR | MON | BEL | FRA | GBR | NED | GER | ITA | USA | MEX | Body    |

### Národy
1. Velká Británie 164
2. USA 38
3. Itálie 13
4. Nový Zéland 10
5. Austrálie 9
6. Švýcarsko 5
7. Rakousko 4
8. Mexiko 2

### Tasmánský pohár
1. Jim Clark Lotus 35
2. Bruce McLaren Cooper 24
3. Jack Brabham Brabham 21
4. Frank Gardner Brabham 15
5. Phil Hill Cooper 15
6. Jim Palmer Brabham 15
7. Graham Hill Brabham 14
8. Kerry Grant Brabham 5
9. Bib Stillwell Brabham 5
10. Frank Matich Brabham 4
11. John Riley Lotus 3
12. Rex Flowers Lola 2
13. Roly Levis Brabham 2
14. Leo Geoghegan Lotus 1

## Roční statistiky
| Vítězství         | Vůz      | Motor     | Národ             |
| ----------------- | -------- | --------- | ----------------- |
| Jim Clark 6x      | Lotus 6x | Climax 6x | Velká Británie 9x |
| Graham Hill 2x    | BRM 3x   | BRM 3x    | USA 1x            |
| Jackie Stewart 1x | Honda 1x | Honda 1x  |                   |
| Richie Ginther 1x |          |           |                   |

| Pole Position  | Vůz      | Motor     | Národ              |
| -------------- | -------- | --------- | ------------------ |
| Jim Clark 6x   | Lotus 6x | Climax 6x | Velká Británie 10x |
| Graham Hill 4x | BRM 4x   | BRM 4x    |                    |

| Nejrychlejší kolo | Vůz        | Motor     | Národ             |
| ----------------- | ---------- | --------- | ----------------- |
| Jim Clark 6x      | Lotus 6x   | Climax 6x | Velká Británie 9x |
| Graham Hill 3x    | BRM 3x     | BRM 3x    | USA 1x            |
| Dan Gurney 1x     | Brabham 1x |           |                   |

| Podium             | Vůz        | Motor      | Národ              |
| ------------------ | ---------- | ---------- | ------------------ |
| Jim Clark 6x       | BRM 11x    | Climax 14x | Velká Británie 21x |
| Graham Hill 6x     | Lotus 7x   | BRM 11x    | USA 6x             |
| Jackie Stewart 5x  | Brabham 6x | Ferrari 4x | Itálie 1x          |
| Dan Gurney 5x      | Ferrari 4x | Honda 1x   | Nový Zéland 1x     |
| John Surtees 3x    | Cooper 1x  |            | Austrálie 1x       |
| Lorenzo Bandini 1x | Honda 1x   |            |                    |
| Bruce McLaren 1x   |            |            |                    |
| Jack Brabham 1x    |            |            |                    |
| Mike Spence 1x     |            |            |                    |
| Richie Ginther 1x  |            |            |                    |

| Nejrychlejší GP | Jezdec         | Vůz         | Rychlost     |
| --------------- | -------------- | ----------- | ------------ |
| Itálie          | Jackie Stewart | BRM P261    | 209,962 km/h |
| Belgie          | Jim Clark      | Lotus 33    | 188,550 km/h |
| Velká Británie  | Jim Clark      | Lotus 33    | 180,292 km/h |
| USA             | Graham Hill    | BRM P261    | 173,729 km/h |
| Nizozemsko      | Jim Clark      | Lotus 33    | 162,329 km/h |
| Německo         | Jim Clark      | Lotus 33    | 160,542 km/h |
| JAR             | Jim Clark      | Lotus 33    | 157,707 km/h |
| Mexiko          | Richie Ginther | Honda RA272 | 151,710 km/h |
| Francie         | Jim Clark      | Lotus 33    | 143,583 km/h |
| Monako          | Graham Hill    | BRM P261    | 119,688 km/h |

| Nejtěsnější vítězství | Vítěz          | Druhý           | Rozdíl    |
| --------------------- | -------------- | --------------- | --------- |
| Mexiko                | Richie Ginther | Dan Gurney      | 0:02.890s |
| Velká Británie        | Jim Clark      | Graham Hill     | 0:03.200s |
| Itálie                | Jackie Stewart | Graham Hill     | 0:03.300s |
| Nizozemsko            | Jim Clark      | Jackie Stewart  | 0:08.000s |
| USA                   | Graham Hill    | Dan Gurney      | 0:12.500s |
| Německo               | Jim Clark      | Graham Hill     | 0:15.900s |
| Francie               | Jim Clark      | Jackie Stewart  | 0:26.300s |
| JAR                   | Jim Clark      | John Surtees    | 0:29.000s |
| Belgie                | Jim Clark      | Jackie Stewart  | 0:44.800s |
| Monako                | Graham Hill    | Lorenzo Bandini | 1:04.000s |

## Tabulka rekordů
| *  | *              | *              | Jezdci          | *                 | *              |
| *  | Vítězství      | Pole Position  | Nej. kolo       | Body              | Podium         |
| -- | -------------- | -------------- | --------------- | ----------------- | -------------- |
| 1  | Fangio 24x     | Fangio 29x     | Fangio 23x      | Fangio 277,64     | Fangio 35x     |
| 2  | Clark 19x      | Clark 24x      | Clark 22x       | Clark 208         | Moss 24x       |
| 3  | Moss 16x       | Moss 16x       | Moss 19x        | Moss 186,64       | Clark 24x      |
| 4  | Ascari 13x     | Ascari 14x     | Ascari 12x      | G.Hill 176        | G.Hill 23      |
| 5  | G.Hill 10x     | G.Hill 8x      | G.Hill 8x       | Ascari 140,14     | Farina 20x     |
| 6  | Brabham 7x     | P.Hill 6x      | Gonzalez 6x     | McLaren 136,5     | McLaren 20x    |
| 7  | Brooks 6x      | Farina 5x      | Hawthorn 6x     | Hawthorn 127,64   | Hawthorn 18x   |
| 8  | Farina 5x      | Brabham 5x     | P.Hill 6x       | Farina 127,33     | Ascari 17      |
| 9  | Hawthorn 3x    | Surtees 5x     | Brabham 6x      | Brabham 127       | Gurney 17      |
| 10 | Collins 3x     | Hawthorn 4x    | Surtees 6x      | Gurney 112        | P.Hill 16      |
| *  | Vítězství      | Pole Position  | Nej. kolo       | Body              | Podium         |
| 11 | P.Hill 3x      | Gonzalez 3x    | Farina 5x       | Surtees 108       | Gonzalez 15    |
| 12 | McLaren 3x     | Brooks 3x      | Gurney 4x       | Ginther 102       | Surtees 15     |
| 13 | Surtees 3x     | Gurney 3x      | Vukovich 3x     | P.Hill 98         | Brabham 14     |
| 14 | Gurney 3x      | Evans 2x       | Brooks 3x       | Gonzalez 77,64    | Ginther 14     |
| 15 | Vukovich 2x    | Faulkner 1x    | McLaren 3x      | Brooks 75         | Trintignant 10 |
| 16 | Gonzalez 2x    | Nalon 1x       | J.Rathmann 2    | Trintignant 72,33 | Brooks 10      |
| 17 | Trintignant 2x | Agabashian 1x  | Ginther 2x      | Trips 56          | Behra 9        |
| 18 | Trips 2x       | Vukovich 1x    | Parsons 1x      | Behra 51,14       | Collins 9      |
| 19 | Parsons 1x     | McGrath 1x     | Wallard 1x      | Villoresi 49      | Villoresi 8    |
| 20 | Wallard 1x     | Hoyt 1x        | Taruffi 1x      | Collins 47        | Musso 7        |
| *  | Vítězství      | Pole Position  | Nej. kolo       | Body              | Podium         |
| 21 | Fagioli 1x     | Castellotti 1x | Villoresi 1x    | Ireland 47        | Fagioli 6x     |
| 22 | Taruffi 1x     | Flaherty 1x    | McGrath 1x      | Bandini 46        | Trips 6        |
| 23 | Ruttman 1x     | O´Connor 1x    | Herrmann 1x     | Musso 44          | Bandini 6      |
| 24 | Sweikert 1x    | D.Rathmann 1x  | Behra 1         | Taruffi 41        | Taruffi 5x     |
| 25 | Musso 1x       | Thomson 1x     | Marimon 1x      | Stewart 34        | Stewart 5      |
| 26 | Flaherty 1x    | Bonnier 1x     | Kling 1x        | Fagioli 32        | Hanks 4x       |
| 27 | Hanks 1x       | Sachs 1x       | Mieres 1x       | Schell 32         | J.Rathmann 4   |
| 28 | Bryan 1x       | Trips 1x       | Russo 1x        | Bonnier 32        | Ireland 4      |
| 29 | Ward 1x        |                | Musso 1x        | J.Rathmann 29     | Castellotti 3  |
| 30 | Bonnier 1x     |                | Bettenhausen 1x | Maggs 26          | Bryan 3        |